# Hrvoje Vukčić Hrvatinić
Hrvoje Vukčić Hrvatinić (Cattaro, 1350 circa – 1416) fu un influente nobile bosniaco, granduca del regno di Bosnia, knjaz del Donji Kraji (la Bosnia centro-settentrionale) e duca di Spalato.
Fu il membro più importante della nobile famiglia degli Hrvatinić e uno dei più potenti signori feudali del regno di Bosnia. Ricoprì la carica di granduca di Bosnia sotto tre re bosniaci, ovvero Tvrtko I, Dabiša e Ostoja. Nel 1403, e dopo la morte di Tvrtko I, Ladislao I di Napoli lo nominò suo esponente in Dalmazia, conferendogli il titolo di duca di Spalato e, in seguito, di herzog di Spalato. Svolse un ruolo cruciale nelle lotte dinastiche tra i pretendenti al trono ungherese e croato legati alle famiglie degli Angioini e dei Lussemburgo alla fine del XIV secolo, così come favorì l'ascesa del regno di Bosnia come potenza nella penisola balcanica durante lo stesso periodo.

## Biografia

### Ascesa al potere

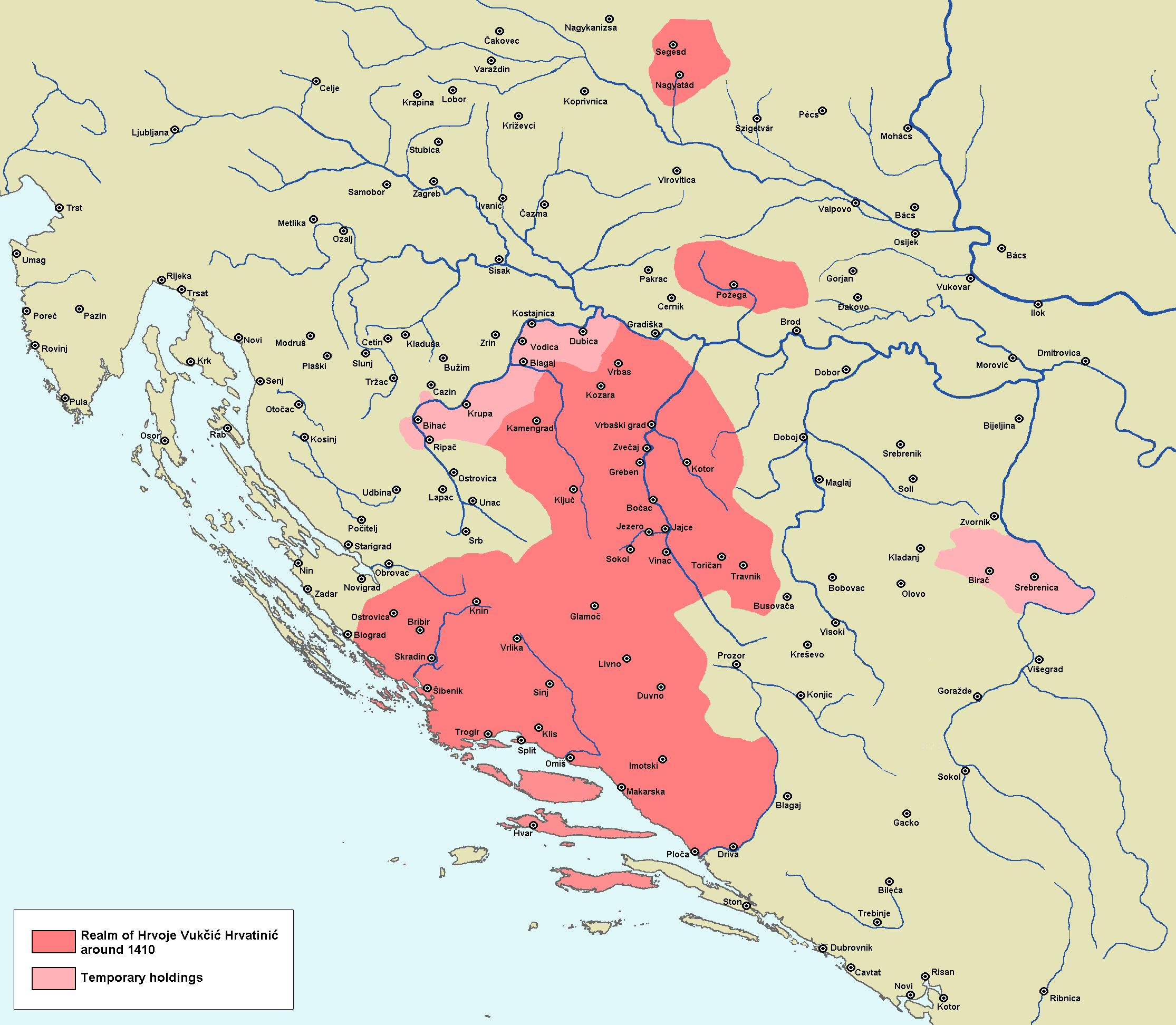
I domini di Hrvoje Vukčić all'inizio del XV secolo

Non si conosce quasi nulla a proposito dei primi anni vissuti da Hrvoje Vukčić. Viene menzionato per la prima volta nel 1376 come principe e cavaliere durante il regno di Luigi I d'Ungheria. Nel 1380 fu nominato granduca di Bosnia dal re di Bosnia Tvrtko I della dinastia dei Kotromanić, assegnandoli dei possedimenti a Lašva. Nel 1387, la prima azione di Hrvoje in veste di granduca fu quella di guidare un contingente di truppe bosniache in Croazia per fornire sostegno al vescovo assediato Giovanni Horvat a Zagabria. Dopo la morte del re Luigi I, prese parte alla lotta di successione che vide come protagonisti Sigismondo di Lussemburgo e Ladislao I di Napoli. Si schierò al fianco di quest'ultimo con la promessa di diventare bano di Croazia e Dalmazia nel 1391. Durante la parentesi al potere di re Dabiša di Bosnia, partecipò alle lotte contro i turchi ottomani in Bosnia nel 1392, guadagnandosi il rispetto e l'ammirazione di Dabiša. Hrvoje finì per diventare il principale alleato di Dabiša al trono, poiché si dichiarò sempre un fedele servitore del re ungherese, tranne quando ciò avrebbe potuto danneggiare il re Dabiša nel 1393. Nella sequela di dispute interne avvenute in Bosnia nel 1397 durante il regno della regina Elena Gruba, Hrvoje sollecitò gli ottomani a fornire ausilio. In qualità oppositore della regina Elena, partecipò all'assemblea al termine della quale fu acclamato Ostoja come nuovo re di Bosnia nel maggio 1398. Opponendosi alle pretese ungheresi di re Sigismondo, Hrvoje influenzò notevolmente re Ostoja.

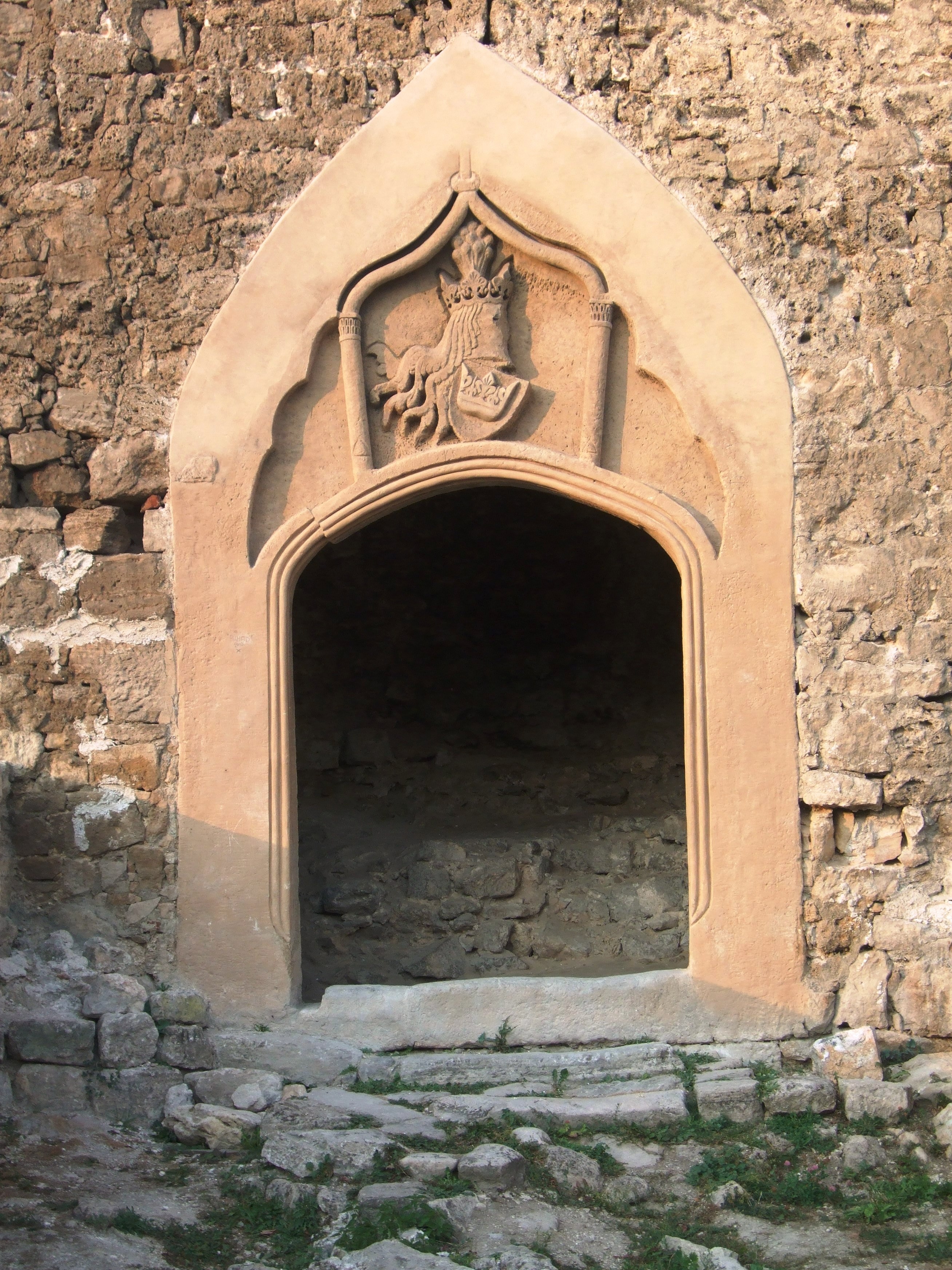
Ingresso sud-occidentale fortezza di Jajce, casa di Hrvoje Vukčić, con lo stemma del regno di Bosnia

Il duca Hrvoje si oppose al governo di re Sigismondo in Bosnia e si adoperò attivamente per far sì che Ladislao di Napoli diventasse il nuovo sovrano d'Ungheria. Ciò fece sì che la Bosnia venisse presa di mira da Sigismondo, il quale la invase nel 1389 causando scompiglio tra la popolazione. Il duca Hrvoje sconfisse le forze nemiche prima che raggiungessero la città di Vrbas e le inseguì attraverso il fiume Una, invadendo e conquistando la župania di Dubica. In autunno, il re Sigismondo contrattaccò assaltando la Bosnia, spingendo il duca Hrvoje a condurre le forze del re Ostoja insieme al duca Sandalj Hranić e al duca Pavle Radenović. Verso la fine del 1402, il duca Hrvoje si assicurò che tutte le città della Dalmazia, ad eccezione di Ragusa, riconoscessero il governo di re Ladislao.
Dopo l'incoronazione di Ladislao come re croato-ungherese a Zara nel 1403, e al fine di controbilanciare le manovre politiche compiute dal suo acerrimo rivale Sigismondo, Hrvoje fu nominato suo rappresentante per il territorio della Dalmazia, come promesso, venendo investito del titolo di vicario generale per le regioni della Slavonia (in partibus Slavonie). Fu anche nominato duca di Spalato, così cone gli furono assegnati dei possedimenti sulle isole di Brazza, Lesina e Curzola. Da allora in poi utilizzò il titolo di «granduca di Bosnia e knjaz del Donji Kraji, duca di Spalato, reggente della Dalmazia e della Croazia», che stampò sulle sue monete che poteva coniare a Spalato in lingua latina «Dux Spaleti, Dalmatie Croatieque regius viceregens ac Bosne supremus vojvoda». Nel 1406 Hrvoje Vukčić Hrvatinić fortificò e rafforzò la fortezza di Prozor, nella valle di Verlicca, in Croazia, donatagli da Ladislao di Napoli.
Esercitò continuamente la sua influenza sugli affari della Bosnia. Entrato in conflitto con il re Ostoja, partecipò al complotto con cui fu detronizzato e rimpiazzato da Tvrtko II Kotromanić nel 1404. Insieme a quest'ultimo, formò una coalizione ostile all'Ungheria e a Sigismondo di Lussemburgo. Dopo l'intervento militare di Sigismondo nel 1408 e il massacro dell'esercito bosniaco, rinunciò alle sue rimostranze e accettò di allearsi con Sigismondo. Tuttavia, la vittoria dell'Ungheria in Bosnia e la ripresa del trono da parte del re Ostoja lo indebolirono gravemente. Ben presto perse il controllo sulle isole che gli erano state concesse, così come su Spalato. In un contesto così compromesso, si rivolse in cerca di aiuto dall'impero ottomano. L'esercito ungherese fu sconfitto a Lašva nel 1415, ma ciò finì per aprire la porta all'espansione ottomana della Bosnia. Hrvoje morì l'anno seguente e fu sepolto nella cripta della sua cappella sotterranea privata a Jajce, all'interno delle mura cittadine. La sua vedova, Elena Nelipčić, si risposò con il re Ostoja.

## Legami familiari
Hrvoje era il primogenito del duca Vukac Hrvatinić e aveva tre fratelli: Vuk (che era bano di Croazia), Dragiša e Vojislav, oltre a una sorella, Resa Vukčić, la quale era maritata con il nobile bosniaco Batalo Šantić. Hrvoje sposò Jelena Nelipčić, nipote del potente nobile croato Ivan Nelipac e sorella di Ivan III Nelipac. I territori su cui regnò erano il Donji Kraji (la Bosnia centro-settentrionale) e alcune aree della Croazia e della Slavonia a ovest. 

### Stemmi ducali della famiglia e di Hrvoje

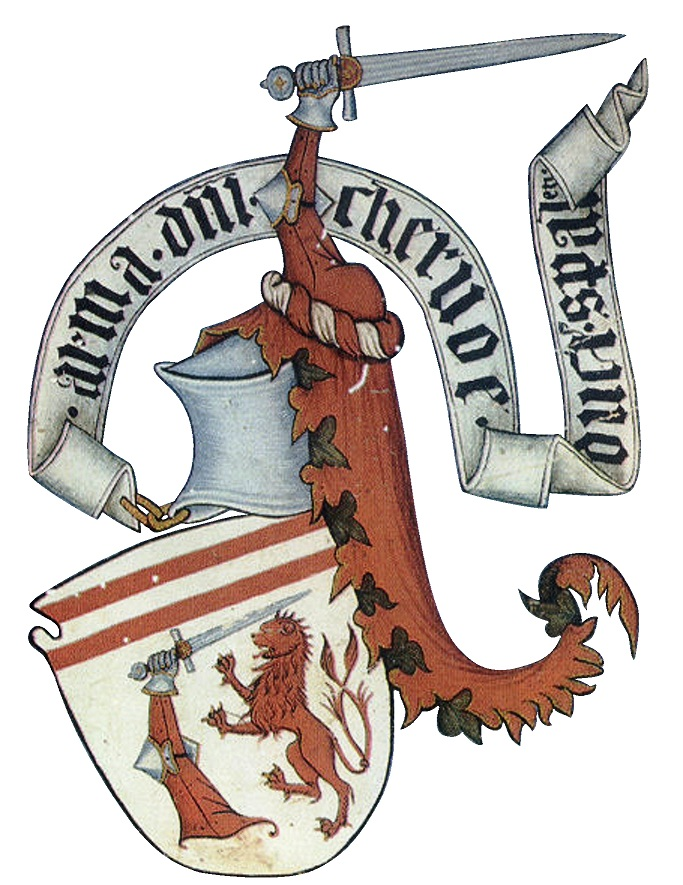
Lo stemma ducale più antico (voivoda) di Hrvoje Vukčić (raffigurato nel Messale di Hrvoje)
Stemma da cavaliere di Hrvoje ricevuto con il titolo da Ladislao (come da arme illiriche). I membri della famiglia nobile Vukčić-Hrvatinić lo usarono dopo Hrvoje[8]
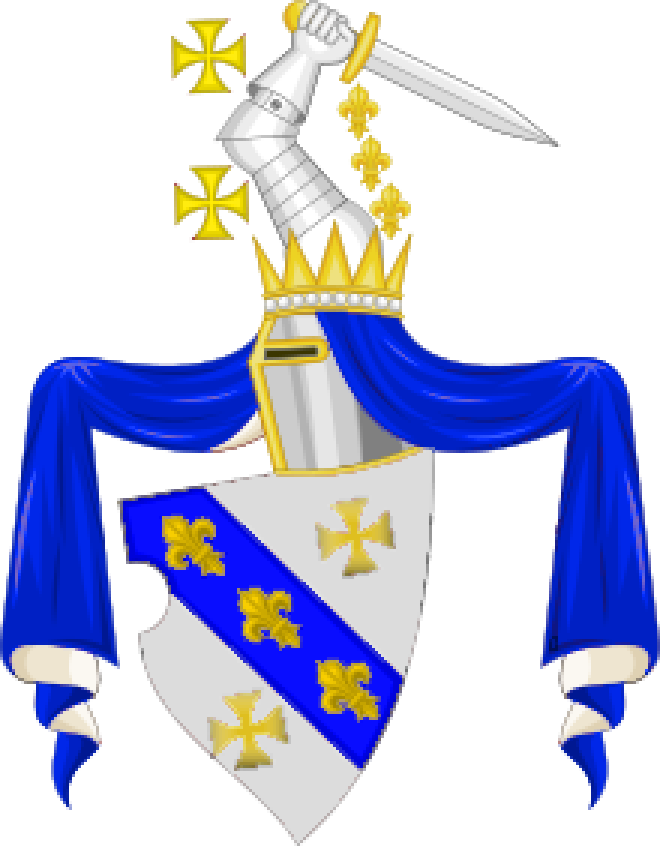
Stemma del casato di Hrvoje ricevuto con il titolo da Ladislao (un'altra presunta variante colorata)

## Messale di Hrvoje
Nell'epoca in cui visse Hrvoje, il Codice di Hval e il Messale di Hrvoje furono scritti rispettivamente in alfabeto cirillico bosniaco e glagolitico. Il codice di Hval è oggi conservato presso l'Università di Bologna, mentre il Messale di Hrvoje è conservato presso la biblioteca dei manoscritti del museo del palazzo di Topkapı a Istanbul).